# Samo Jenčič
Samo Jenčič ("Čupi"), slovenski naravovarstvenik in ilustrator, * 25. marec 1958, Maribor, Slovenija.
Diplomiral je iz gozdarstva na Biotehnični fakulteti v Ljubljani. Pod vodstvom mentorja Gabrijela Kolbiča je razstavljal že v gimnazijskih letih. Pričel je z ilustracijami publikacij z naravovarstveno vsebino. Ilustrira knjige za mlade ter objavlja v otroških revijah (Cicido, Ciciban, PIL, Beo Beo, National Geographic Junior). Ilustriral je tudi veliko učbenikov, priročnikov in učnega gradiva. Z likovno umetnostjo (ilustracija, karikatura, slikarstvo, kiparstvo, fotografija) se ukvarja ljubiteljsko. Živi in dela v Mariboru.
Njegova mama je bila igralka Angela Janko Jenčič.

## Dela

### Pomembnejše knjižne ilustracije
- Ob Dravi in Muri (1987) (COBISS)
- Herbarij (1988) (COBISS)
- Nejc in drobnoživke (1990) (COBISS)
- Slovar radovednega Tačka (1992) (COBISS)
- Babica v supergah (1994) (COBISS)
- Radovedni taček (1995) (COBISS)
- Kuštro in Buško (2002) (COBISS)
- Lumpi iz 3. a (2006) (COBISS)

## Vir
- Veler Alenka, ur. (2005). Album slovenskih ilustratorjev. Ljubljana : Mladinska knjiga. COBISS 219779072. ISBN 86-11-16562-4.
- Osebnosti: veliki slovenski biografski leksikon. Mladinska knjiga, Ljubljana. 2008. COBISS 241136128. ISBN 978-961-01-0504-6.